# Chróścina (Dąbrowa)
Chróścina (deutsch Chrosczinna, 1934–1945 Reisern) ist ein Ort in der Landgemeinde Dąbrowa (Dambrau) im Powiat Opolski der Woiwodschaft Opole in Polen.

## Geographie
Chróścina liegt im Westen von Oberschlesien in der Schlesischen Tiefebene etwa fünf Kilometer südöstlich von Dąbrowa und zehn Kilometer westlich von Opole (Oppeln).
Durch den Ort verläuft in West-Ost-Richtung die Landstraße Droga wojewódzka 435. Nördlich des Ortskerns liegt der Bahnhof Chróścina Opolska an der Bahnstrecke Opole–Brzeg. Durch den Ort fließt die Chróścinka.
Nachbarorte von Chróścina sind im Norden Wrzoski (Wreske), im Osten Mechnice (Muchenitz), im Süden Komprachcice (Comprachtschütz) und Polska Nowa Wieś (Polnisch Neudorf) sowie im Westen Wawelno (Bowallno) und der Gemeindesitz Dąbrowa (Dambrau) im Nordwesten.

## Geschichte

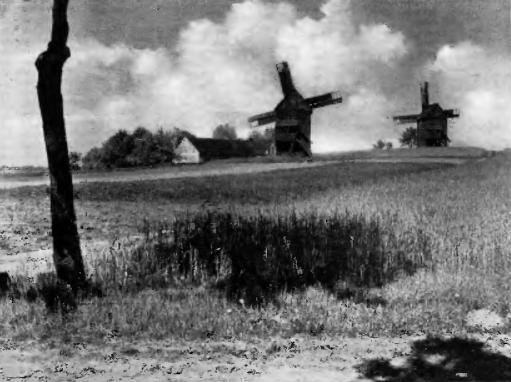
Windmühlen in Chrosczinna – 1930

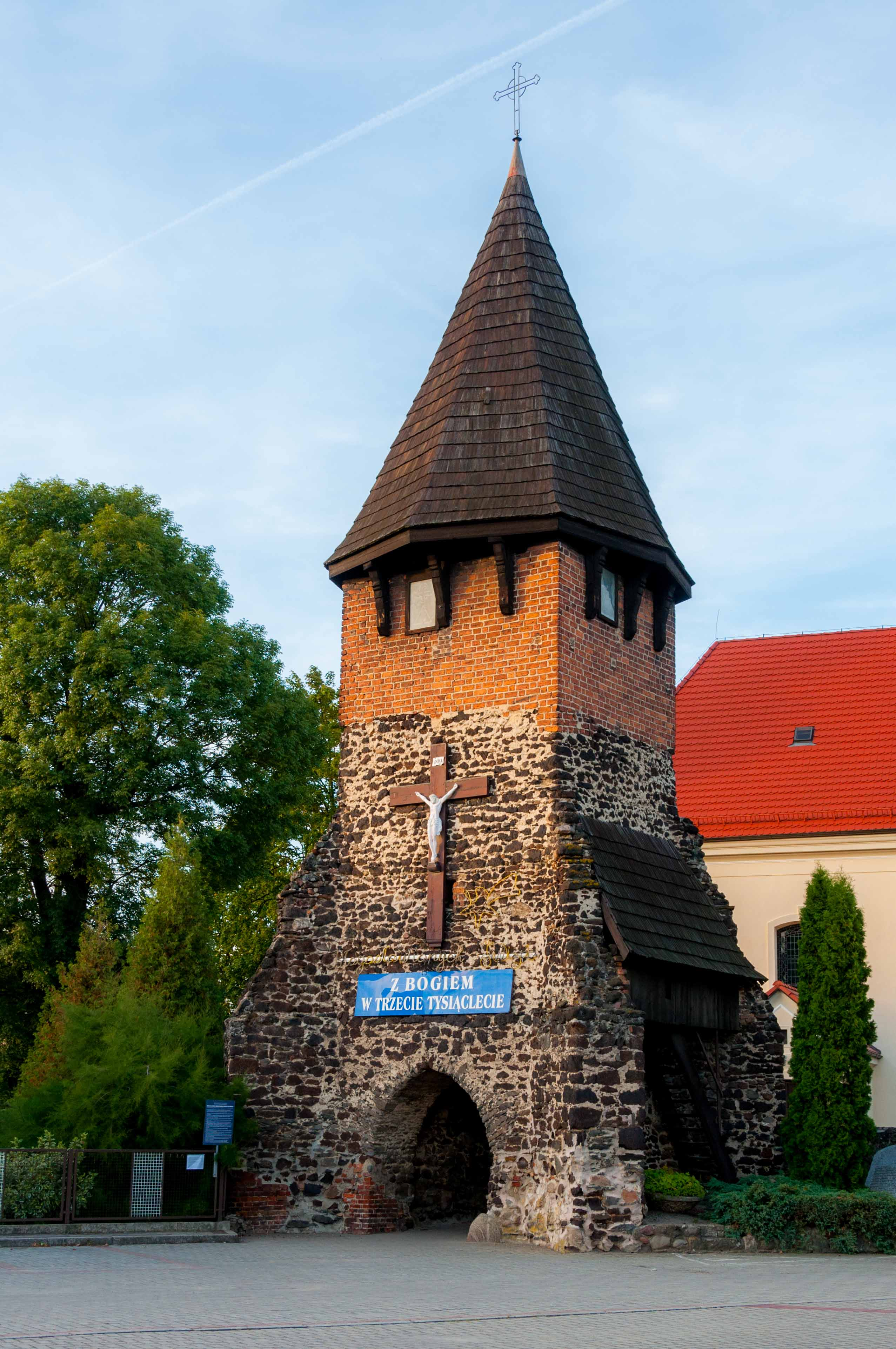
Alter Glockenturm

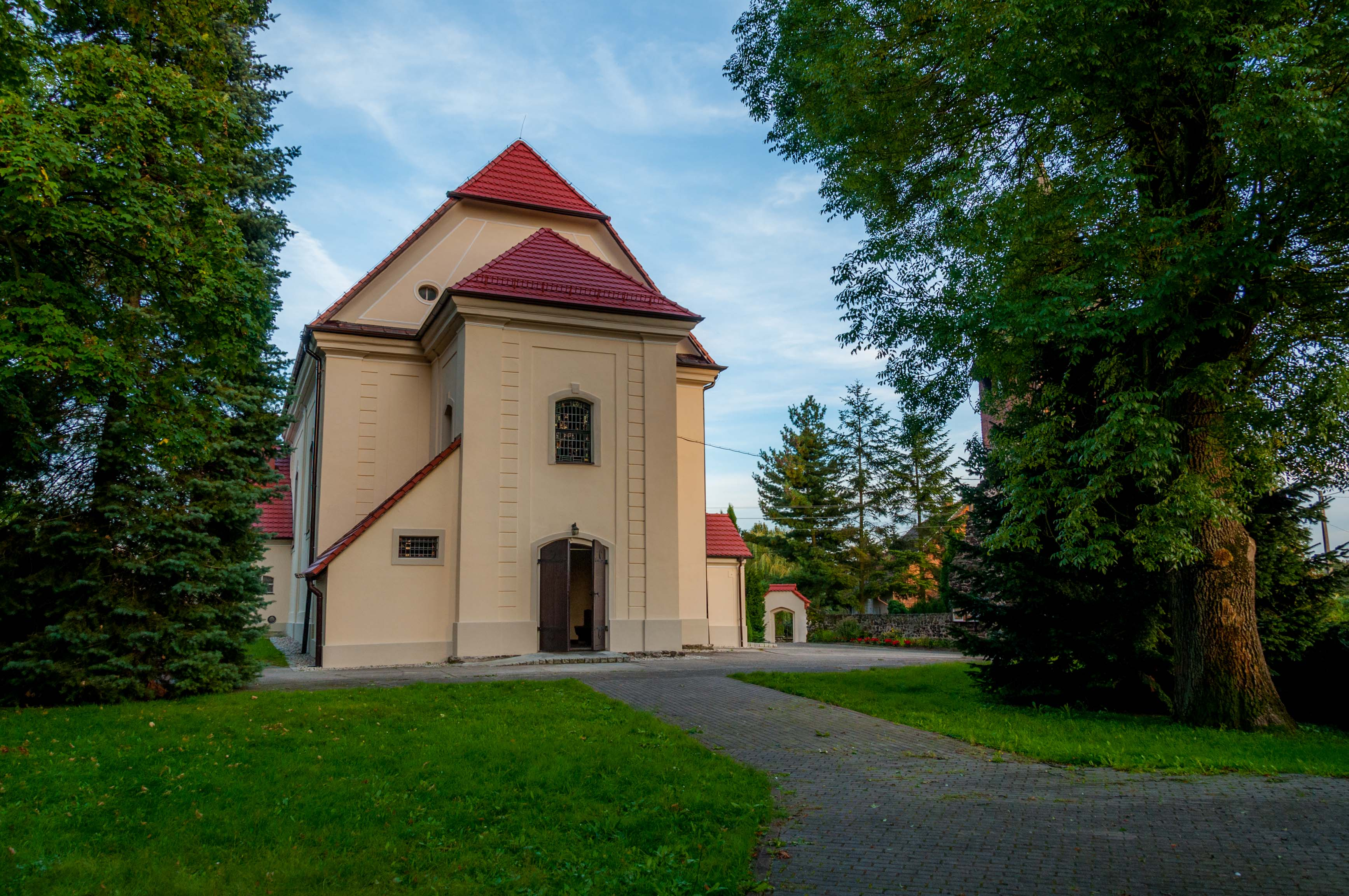
Eingangsportal der St.-Peter-und-Paul-Kirche

Die Ortschaft wurde 1223 das erste Mal als Crostina erwähnt. In den weiteren Jahrhunderten wird das Dorf in weiteren Schriften erwähnt, so 1371 als Croschczina oder 1410 als Smeifsdorf. 1532 wird das Dorf erneut als Krosstzyna erwähnt. Zu dieser Zeit lebten 21 Bauern in dem Dorf. In der Mitte des 16. Jahrhunderts werden im Dorf 17 Bauernhöfe sowie ein Gasthaus gezählt. Im Dreißigjährigen Krieg wurden das Dorf und die Dorfkirche durch schwedische Soldaten verwüstet.
Nach dem Ersten Schlesischen Krieg 1742 fiel Chrosczinna mit dem größten Teil Schlesiens an Preußen. 1765 wurde im Dorf eine katholische Schule eingerichtet. 1784 lebten im Dorf 127 Menschen.
Nach der Neuorganisation der Provinz Schlesien gehörte die Landgemeinde Chrosczinna ab 1816 zum Landkreis Oppeln im Regierungsbezirk Oppeln. 1819 erhielt das Dorf ein neues steinernes Schulgebäude. 1845 bestanden im Dorf ein Vorwerk, eine katholische Kirche, eine Brauerei, eine Brennerei und 87 Häuser. Im gleichen Jahr lebten in Chrosczinna 576 Menschen, davon 27 evangelisch. 1855 lebten 650 Menschen im Ort. 1865 zählte das Dorf 12 Bauern, 10 Halbbauern, 17 Gärtner, 9 Ackerhäusler, 22 Angerhäusler und 32 Einlieger. Die zweiklassige katholische Schule wurde im gleichen Jahr von 238 Schülern besucht. 1874 wurde der Amtsbezirk Chrosczinna gegründet, welcher aus den Landgemeinden Bowallno, Chrosczinna, Muchenitz und Wreske und dem Gutsbezirk Chrosczinna bestand. 1885 zählte Chrosczinna 787 Einwohner.
Bei der Volksabstimmung in Oberschlesien am 20. März 1921 stimmten 351 Wahlberechtigte für einen Verbleib bei Deutschland und 265 für die Zugehörigkeit zu Polen. 1933 zählte Chrosczinna 1097 Einwohner. Im Zuge der „Verdeutschung fremdländischer Ortsnamen“ unter den Nationalsozialisten wurde der Ort am 21. Mai 1934 in Reisern umbenannt. 1939 lebten 1216 Menschen in Reisern. Bis Kriegsende 1945 gehörte der Ort zum Landkreis Oppeln.
Danach kam der bisher deutsche Ort zur Volksrepublik Polen; er wurde in Chróścina umbenannt und der Woiwodschaft Schlesien angeschlossen. 1950 kam der Ort zur Woiwodschaft Oppeln. Zwischen 1945 und 1952 gehörte das Dorf zur Gemeinde Wrzoski, bis es zwischen 1954 und 1975 eine eigene Gemeinde bildete. Seit 1975 gehört Chrosczinna zur Gemeinde Dąbrowa. 1999 kam der Ort zum wiedergegründeten Powiat Opolski.

## Sehenswertes
- Die röm.-kath. Kirche St. Peter und Paul (poln. Kościół św. Apostołów Piotra i Pawła) ist eine klassizistische Saalkirche. Das heutige Erscheinungsbild sowie die spätbarocke Einrichtung stammen aus dem ausgehenden 18. Jahrhundert. Der barocke Taufstein hat einen Delphinsockel und einen Deckel mit der Taufe Christi. Der Hauptaltar mit Figuren der Heiligen Peter und Paul wird flankiert von knienden Heiligenfiguren des Antonius und Franziskus. Dazu kommen Nebenaltäre, unter anderem ein Georgsaltar mit der Darstellung der Kirche, wie sie im 18. und 19. Jahrhundert aussah.[10]

- Neben der Kirche befindet sich ein Tor-Glockenturm aus dem 15. Jahrhundert auf quadratischem Grundriss mit einem spitzbogigen Durchgang. Der untere Teil des Glockenturms stammt aus dem 15./16. Jahrhundert. Der Turmhelm wurde im 20. Jahrhundert rekonstruiert.[2][10]

- Zum Ensemble gehören weiter ein klassizistisches Pfarrhaus mit Nebengebäuden aus dem 18. und 19. Jahrhundert.[10]

- Eine weitere Sehenswürdigkeit ist eine kleine Kapelle mit zwei Nepomukstatuen aus der zweiten Hälfte des 18. und der ersten Hälfte des 19. Jahrhunderts.[10]
- Altes Schulgebäude mit Fachwerk aus dem Jahr 1862
- Die Überreste zweier Bockwindmühlen aus dem 19. Jahrhundert.[10]

## Persönlichkeiten
- Johannes Chrząszcz (1857–1928), Priester und Heimatforscher, zeitweise Schlosskaplan in Chrosczinna
- Detlef Czybulka (* 1944), deutscher Rechtswissenschaftler